# Lionel Duroy
Pour les articles homonymes, voir Duroy et Suduiraut.
Œuvres principales
- Priez pour nous (1990)
- Le Chagrin (2010)
- L’Hiver des hommes (2012)

Lionel Duroy de Suduiraut, né le 1er octobre 1949 à Bizerte (Tunisie), est un journaliste et écrivain français.

## Biographie
Quatrième d'une famille de dix enfants, Lionel Duroy est issu d'une famille d'origine noble mais désargentée, laquelle a longtemps partagé des idées d'extrême droite. Sa jeunesse dans ce milieu l'a marqué profondément et sera le terreau de plusieurs de ses livres (Priez pour nous, Le Chagrin).
Lionel Duroy est d'abord livreur, coursier, ouvrier, puis journaliste à l'Agence centrale de presse (ACP), Libération et à L'Événement du jeudi. Depuis la publication de son premier roman en 1990, il se consacre entièrement à l'écriture de romans à teneur essentiellement autobiographique. Il parle volontiers de sa mère, du traumatisme familial lié aux blessures de guerre de son père et à l'expulsion juridique de sa famille en 1955, du manque de solidarité du reste de la famille.
Il prête sa plume à de nombreuses célébrités désireuses de publier leur biographie,.
En 2013, son roman L'Hiver des hommes en fait le lauréat du prix Renaudot des lycéens 2012 et du prix Joseph-Kessel 2013.

## Œuvres
- Hienghène, le désespoir calédonien, Paris, Bernard Barrault, 1988, 319 p. (ISBN 978-2-7360-0087-5) — Sur la fusillade d'Hienghène de 1984[4]
- L’Affaire de Poitiers : enquête, Paris, Bernard Barrault, 1988, 272 p. (ISBN 978-2-7360-0076-9)
- Priez pour nous, Paris, Bernard Barrault, 1990, 356 p. (ISBN 978-2-7360-0123-0)
- Je voudrais descendre, Paris, Éditions du Seuil, coll. « Cadre rouge », 1993, 138 p. (ISBN 978-2-02-020635-8)
- Il ne m'est rien arrivé, Paris, Mercure de France, coll. « Bleue », 1994, 179 p. (ISBN 978-2-7152-1877-2)
- Comme des héros, Paris, Fayard, coll. « Libres », 1996, 119 p. (ISBN 978-2-213-59603-7)
- Mon premier jour de bonheur, Paris, Éditions Julliard, 1996, 221 p. (ISBN 978-2-260-01434-8)
- Des hommes éblouissants, Paris, Éditions Julliard, 1997, 268 p. (ISBN 978-2-260-01457-7)
- Un jour je te tuerai, Paris, Julliard, 1999, 229 p. (ISBN 978-2-260-01511-6)
- Trois couples en quête d'orages, Paris, Éditions Julliard, 2000, 224 p. (ISBN 978-2-260-01541-3)
- Méfiez-vous des écrivains, Paris, Éditions Julliard, 2002, 287 p. (ISBN 978-2-260-01577-2)
- Le Cahier de Turin, Paris, Éditions Julliard, 2003, 232 p. (ISBN 978-2-260-01626-7)
- Écrire, Paris, Éditions Julliard, 2005, 136 p. (ISBN 978-2-260-01691-5)
- Le Chagrin : roman, Paris, Éditions Julliard, 2010, 548 p. (ISBN 978-2-260-01809-4)– Prix François-Mauriac de la région Aquitaine 2010, Grand prix Marie Claire du roman d'émotion 2010, Prix Marcel Pagnol 2010
- Colères : roman, Paris, Éditions Julliard, 2011, 212 p. (ISBN 978-2-260-01914-5)
- Survivre avec les loups. La véritable histoire de Misha Defonseca, Paris, XO Édition, 2011, 238 p. (ISBN 978-2-84563-415-2)
- L’Hiver des hommes, Paris, Éditions Julliard, 2012, 355 p. (ISBN 978-2-260-01916-9)

- Prix Renaudot des Lycéens 2012
- Prix Joseph-Kessel 2013
- Vertiges : roman, Paris, Éditions Julliard, 2013, 480 p. (ISBN 978-2-260-02114-8)
- Échapper, Paris, Julliard, 2015, 277 p.  (ISBN 978-2-260-02137-7)
- L’Absente, Paris, Julliard, 2016, 360 p.  (ISBN 978-2-260-02922-9)
- Eugenia, Paris, Julliard, 2018, 394 p.  (ISBN 978-2-260-03046-1)

- Prix Anaïs-Nin 2019
- Nous étions nés pour être heureux, Paris, Julliard, 2019, 240 p.  (ISBN 978-2-260-05330-9)
- L'homme qui tremble, Paris, Barrault Éditions, 2021, 384 p.
- Disparaître, Paris, Mialet-Barrault, 2022, 286 p. (ISBN 978-2-08-025356-9)
- Mes pas dans leurs ombres, Paris, Mialet-Barrault, 2023, 256 p. (ISBN 978-2-08-041155-6) — Sur la Shoah en Roumanie.
- Sommes-nous devenus des criminels ? Vie du Maréchal Paulus, Paris, Mialet-Barrault, 2024, 176 p.  (ISBN 978-2-08-029659-7) - paru en poche sous le titre Les nuits sans sommeil du Maréchal Paulus, Paris, J'ai Lu, 2025, 182 p.

### En collaboration
- Stéphane Moles, Paroles de patrons, Paris, Éditions Alain Moreau, 1980, 93 p. (ISBN 978-84-85848-00-3)
- Thierry Huguenin, Le 54e. Le Rescapé du massacre de la secte du temple solaire, Paris, Éditions Fixot, 1995, 251 p. (ISBN 978-2-221-08045-0)
- Nicolas Vanier, Destin Nord, Paris, Éditions Robert Laffont, coll. « Hors Collection », 1998, 144 p. (ISBN 978-2-221-08741-1)
- Íngrid Betancourt, La Rage au cœur, Paris, XO Éditions, 2001, 250 p. (ISBN 978-2-7441-4797-5)Prix spécial du Jury Prix Vérité, 2007
- Farah Pahlavi, Mémoires, Paris, XO Éditions, 2003, 432 p. (ISBN 978-2-84563-065-9)
- Raioaoa Tavae, Si loin du monde, Paris, Oh ! Éditions, 2004, 173 p. (ISBN 978-2-915056-06-8)
- Sylvie Vartan, Entre l'ombre et la lumière, Paris, XO Éditions, 2004, 400 p. (ISBN 978-2-7441-7319-6)
- Mireille Darc, Tant que battra mon cœur, Paris, XO Éditions, 2005, 349 p. (ISBN 978-2-7441-8810-7)
- Tarita Teriipaia, Marlon Brando, mon amour, ma déchirure, Paris, XO Éditions, 2005, 301 p. (ISBN 978-2-7441-8067-5)
- Dominique Wiel, Que Dieu ait pitié de nous, Paris, XO Éditions, 2006, 253 p. (ISBN 978-2-915056-43-3) — L'abbé Wiel est l'un des accusés à tort de l'affaire d'Outreau.
- Nadia Volf, J'ai choisi la liberté, Paris, XO Éditions, 2006, 301 p. (ISBN 978-2-84563-310-0)
- Jean-Marie Bigard, Rire pour ne pas mourir, Paris, Oh ! Éditions, 2007, 244 p. (ISBN 978-2-915056-41-9)
- Nana Mouskouri, La Fille de la chauve-souris : mémoires, Paris, XO Éditions, 2007, 430 p., 430 p.-32 p. (ISBN 978-2-84563-311-7)
- Sylvie Mathurin, Un amour absolu, Paris, Oh ! Éditions, 2008, 272 p. (ISBN 978-2-915056-70-9) — Mathurin est la dernière habilleuse de Claude François.
- Gérard Depardieu, Ça s'est fait comme ça, Paris, XO Éditions, 2014, 176 p. (ISBN 978-2-84563-732-0)
- Sylvie Vartan, Maman..., Paris, XO Éditions, 2016

## Filmographie

### Adaptations

#### Au cinéma
- 1994 : Priez pour nous, film français réalisé par Jean-Pierre Vergne
- 2005 : Trois couples en quête d'orages, film français réalisé par Jacques Otmezguine

#### À la télévision
- 1994 : Je voudrais descendre, téléfilm français réalisé par Jean-Daniel Verhaeghe

### Autre
- Il est interviewé dans L'Avocat de la terreur, le documentaire césarisé de Barbet Schroeder sur Jacques Vergès en 2007.